# Atina
Atina ist eine italienische Stadt in der Region Latium, Provinz Frosinone in Mittelitalien mit 4117 Einwohnern (Stand 31. Dezember 2023). Sie liegt 48 km östlich von Frosinone und 130 km südöstlich von Rom.
|  |

## Geographie
Die Altstadt von Atina liegt auf einem Ausläufer des Monte Cairo über dem Tal des Melfa, nördlich von Cassino. Es ist Mitglied der Comunità Montana Valle di Comino.

## Geschichte
Atina soll der Legende nach von Saturnus gegründet worden sein. Es war eine Siedlung der Volsker, die im späten 4. Jahrhundert v. Chr. von den Samniten eingenommen und im Jahre 305 von den Römern erobert, verloren und 293 wiedergewonnen wurde. Danach wurde es zu einer praefectura, die von einem aus Rom entsandten Ortsvorsteher, dem praefectus, geleitet wurde. Als Landstadt mit dem Rechtstitel municipium, das nach Caesars Tod im März 44 v. Chr. der Tribus Teretina zugewiesen wurde, nennt sie der Dichter Vergil in seiner „Aeneis“ mit dem Adjektiv potens. Der Redner Cicero rühmt Atina als Heimat zahlreicher bekannter Männer. Zu diesen zählte Lucius Munatius Plancus, einer der wichtigsten Politiker im späten 1. Jahrhundert v. Chr., dessen Grab in Gaeta steht: Er beantragt am 16. Januar 27 v. Chr. in einer Senatssitzung in Rom für Caesars Adoptivsohn Caius Iulius Caesar (Octavianus), den Sieger des letzten Bürgerkrieges. den Ehrenbeinamen Augustus. Während der Völkerwanderungszeit wurde Atina, das seit unbekannter Zeit einen christlichen Bischof besaß, 410 von den Westgoten und beim Einmarsch der Langobarden 577 zerstört. Im Jahre 626 gehörte die Stadt zum Herzogtum Benevent, später zum Fürstentum Capua und gelangte mit diesem zum normannischen Königreich Sizilien. Kaiser Heinrich VI. übertrug den Ort 1197 an das Kloster Montecassino, von dem er 1254 an die Grafen von Aquino überging. Seit 1389 war Atina Bestandteil der Grafschaft Alvito, die zuerst die Familie Cantelmo beherrschte, die 1266 zusammen mit König Karl I. von Anjou ins Königreich Sizilien gekommen war: Ihr frühester Vertreter, Giacomo I., befehligte in der Schlacht bei Tagliacozzo das erste Treffen des angiovinischen Heeres. Als tatkräftige Heerführer nennt die Cantelmi sogar Lodovico Ariosto in seinem Werke „Orlando Furioso“. Im Jahre 1349 ereignete sich in der Gegend ein schweres Erdbeben, das zu beträchtlichen Zerstörungen führte. Nach dem Verlust des seit 1443 bestehenden Herzogtums Sora und Alvito im Jahre 1462 zogen sich die Cantelmi auf ihre Besitzungen im Abruzzo zurück. Atina gehörte seit 1595 zum Herzogtum (seit 1606) Alvito der Familie Gallio, das 1806 endete. Unter deren Herrschaft wie auch später im Königreich Beider Sizilien erlebte der Ort einen wirtschaftlichen Aufschwung, der zur Errichtung einer Papiermanufaktur durch die Familie Visocchi im Jahre 1845 und der 1854 erfolgten Gründung eines bis 1861 bestehenden Eisenwerkes seitens der königlichen Regierung führte. Im Jahre 1927 kam Atina zusammen mit dem Nordteil der bis dahin campanischen Provinz Caserta an die neugegründete Provinz Frosinone in der Region Lazio. Der Ort wurde durch die Ereignisse des ausgehenden Zweiten Weltkrieges um die deutsche Gustav-Linie nahe Montecassino und die Emigrationsbewegung betroffen, welche die Bevölkerungszahl schrumpfen ließen. Auch ein Erdbeben Anfang Mai 1984 verursachte Schäden.

## Sehenswürdigkeiten
- Auf der Anfahrt zum historischen Zentrum steht die ruinöse Kirche S. Pietro im Friedhofsareal, die erste Hauptkirche des Ortes, welche im Jahre 1208 von Papst Innozenz III. besucht wurde. Direkt gegenüber ist der Rest einer römischen Straße zu sehen, wo die einstige Porta Aurea angenommen wird. Nach dem Ende des Friedhofsbereichs sind teilweise unter einem Schutzdach Architekturreste einer römischen Villa zu sehen, die über einer früheren Polygonalmauer errichtet wurde.
- Nach einem weiteren Stück Polygonalmauer befindet sich links unterhalb die Ruine der Kirche S. Marco. Sie soll über einem römischen Tempel erbaut worden sein. Neben der Ruine steht rechts der quadratische Glockenturm aus massiven Quadern. Auf der Rückseite sind im dortigen Wandstück einige frühere Steine zu erkennen, die zu einem Vorgängerbau gehörten.
- Im weiteren Verlauf der Via Vittorio Emanuele befindet sich an der rechten Seite ein eingeschossiger Palazzetto in klassizistischen Formen mit drei vorspringenden Risaliten. Hier ist seit dem Jahre 2000 das Städtische Archäologische Museum untergebracht. Es zeigt in fünf Sälen römische Inschriften zur Ortsgeschichte, Kunsthandwerksgegenstände und Keramikerzeugnisse sowie mittelalterliche Funde, vor allem abgenommene Fresken des 13. Jahrhunderts mit einer höfischen Szene.
- An der zentralen Piazza Garibaldi sieht man einen Abschnitt der vorrömischen Polygonalmauer mit einem Tor. Auf derselben Seite steht der Komplex des ehemaligen Franziskanerklosters mit der Kirche S. Francesco von 1630 mit einer vorgeblendeten Portikus aus vier Arkaden; dahinter erhebt sich der Oberteil der Kirchenfassade. Im Innenraum ist eine Freskenausstattung vorhanden. Im Herbst 2006 wurde vor dem Konvent, in dem heute Gemeindeämter arbeiten, eine antike Zisterne aus Polygonalmauerwerk mit Ziegelboden entdeckt.
- Das historische Zentrum liegt hinter einer Gebäudefront mit einem hohen Rundbogentor. Hinter diesem steht an der Piazza Saturno der mächtige Herzogspalast oder Palazzo Cantelmo, der nach 1349 erbaut wurde. Die Vorderfront besitzt zwei Türme, von denen nur der rechte mit einem Zinnendach vollendet wurde; der zweite wurde erst modern bis zur sonstigen Mauerhöhe aufgestockt. Drei gotische Biforienfenster und das große Spitzbogenportal mit einem römischen Relief prägen die Fassade; rechts des Portals ist eine römische Statue auf einer Basis aufgestellt. Auf der Rückseite lassen sich innerhalb einer späteren Umformung ebenfalls zwei Ecktürme ansatzweise erkennen, woraus der ursprüngliche Bauplan eines quadratischen Viertürmebauwerkes erschlossen werden kann. Im 2009 restaurierten Innenhof sind eine große Treppe zum ersten Stockwerk hoch mit zwei Portalen und zwei Biforienfenster sowie römische Steinfragmente einschließlich Inschriften zu sehen. Heute ist im Gebäude die Stadtverwaltung untergebracht: An der Fensterwand des Hauptsaales hängt ein 1946 gefundenes, großes römisch-republikanisches Schwarzweißmosaik, das Felder mit Labyrinthmuster und Sternen sowie vier Kriegerfiguren enthält, die an die militärischen Auseinandersetzungen um 300 v. Chr. erinnern. In der Palastkapelle Sant’Onofrio ist die halbrunde Apsis mit fragmentarischen Fresken geschmückt, die übereinander eine Heiligengruppe und Christus in einer Mandorla zwischen Engeln zeigen; ein linkes Freskenfragment stellt eine Madonna mit Kind und Johannes den Täufer dar.

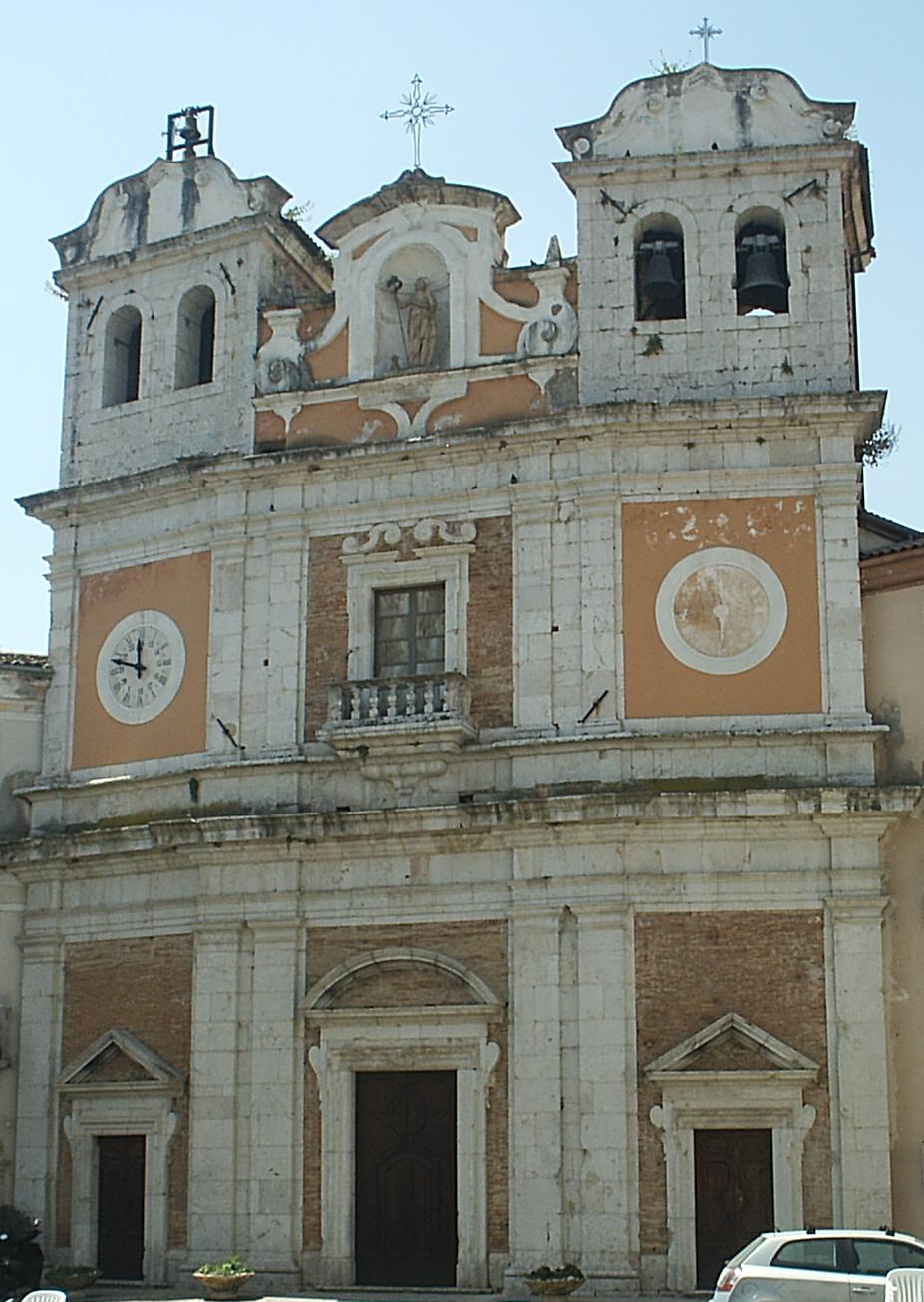
Kathedrale von Atina

- Die rechts hinter dem Herzogspalast stehende Collegiata S. Maria Assunta wurde zwischen 1725 und 1746 errichtet; ob sie den Platz eines römischen Tempels einnimmt, ist ungeklärt. Sie besitzt offiziell den Titel einer Konkathedrale des Bistums Sora-Cassino-Aquino-Pontecorvo. Die leicht konvexe Fassade mit drei Geschossen ist durch einen Wechsel von Ziegel- und Steinmauerwerk bestimmt. Eine Besonderheit stellen die zwei oben aufgesetzten seitlichen Glockentürme dar. Der prachtvolle dreischiffige Innenraum mit Seitenkapellen und Querschiff sowie hoher Vierungskuppel enthält eine Einrichtung aus spätbarocker Zeit; dazu zählen Eingangsempore mit Orgel, Taufbecken, Kanzel aus Holz und Chorgestühl. An der geraden Apsisrückwand befindet sich ein Gemälde mit der vom Täufer Johannes verehrten Madonna mit Kind in der Glorie.
- Um Kirche und Palazzo Ducale konzentrieren sich mehrere Paläste. Der neunachsige Palazzo della Prepositura von 1598 ist an seinen unteren Rundbogenarkaden zu erkennen. Er war das Amtsgebäude derjenigen Geistlichen, die nach dem Ende eines selbständigen Bistums vor dem Jahre 1145 in Vertretung eines Bischofs die geistliche Autorität mit dem Titel praepositus ausübten und meist ein von der Abtei Montecassino entsandter Mönch oder deren Abt selbst waren. Als durch die Entscheidung von Papst Franziskus am 23. Oktober 2014 die Diözesanrechte von Montecassino aufgehoben und dessen Pfarreien der Diözese Sora zugewiesen wurden, fand diese Regelung ihr definitives Ende.
- Der Palazzo Bologna ist durch eine auf zwei Seiten umlaufende Belvedereloggia mit elf Bögen im Obergeschoss charakterisiert. Der Palazzo Palombo besitzt ein Rundbogenportal mit darüber angebrachtem Balkon auf Konsolen mit Adlerdarstellungen. Der Palazzo Marrazza präsentiert sich als ein Bauwerk der Rokokozeit durch die Fensterformen und die mit ihnen verbundenen, verschieden gestalteten Wandfelder. Zwei Fenster im ersten Stockwerk sind mit Balkonen versehen, deren Metallgitter eine reine Rokokoform zeigen. Als Besonderheit sind hier eine Nische mit verschnörkelter Rahmung und darüber ein Maskenkapitell der Ecklisene anzusprechen. Den großen Palazzo Visocchi aus dem 18. Jahrhundert charakterisiert sein eine Ecke umgreifender Balkon im zweitobersten Stockwerk. Einige Innenräume mit Steindecken besitzen eine Freskenausstattung und in der Privatkapelle der Madonna von Loreto befindet sich ein reich stuckierter Altar.
- Frühere Befestigungen der mittelalterlichen Siedlung von Atina in Form von Mauerzügen und Türmen sind auf verschiedenen Hügeln vorhanden und deuten die einstige Funktion des Ortes als Bollwerk im Norden des Königreiches Sizilien bzw. Neapel an. In den Ortsteilen von Atina Inferiore findet man die Ruine des heute funktionslosen bourbonischen Eisenwerkes, die Ferriera, die kleine Kirche San Marciano mit einfachem Innenraum sowie Reste römischer Grabmonumente mit einem Baukern aus Opus Caementicium nahe der Staatsstraße nach Cassino.

## Bevölkerungsentwicklung
| Jahr      | 1861 | 1881 | 1901 | 1921 | 1936 | 1951 | 1971 | 1991 | 2001 |
| Einwohner | 4078 | 4365 | 4666 | 5603 | 5601 | 5961 | 4536 | 4692 | 4484 |

Quelle: ISTAT

## Politik
Seit dem 28. Mai 2013 war Silvio Mancini Bürgermeister. Ihn löste Adolfo Valente am 10. Juni 2018 ab.

### Partnerstädte
- Basel
- Newton (Massachusetts)

## Kulinarische Spezialitäten
In Atina und seinen Nachbarorten (Gallinaro, Belmonte Castello, Picinisco, Sant’Elia Fiumerapido, Alvito, Villa Latina, San Donato Val di Comino, Vicalvi, Casalattico, Casalvieri, Settefrati) werden weiße und rote Weine mit der Bezeichnung Atina DOC ausgebaut. Sie besitzen seit 1999 eine „kontrollierte Herkunftsbezeichnung“ (Denominazione di origine controllata – DOC), die zuletzt am 7. März 2014 aktualisiert wurde. Atina Semillon und Atina Cabernet (Cabernet Sauvignon und/oder Cabernet Franc) sind fast sortenreine Weine, die zu mindestens 85 % aus der genannten Rebsorte bestehen müssen. Atina Rosso muss zu mindestens 50 % aus der Rebsorte Cabernet Sauvignon erzeugt werden.
Außerdem wird in Atina eine besondere Bohnenart, die Fagioli cannellini di Atina angebaut.

## Museen
- Casa Museo Académie Vitti
- Museo Civico Archeologico

## Söhne und Töchter des Ortes
- Lucius Munatius Plancus (um 87 v. Chr.–um 15 v. Chr. (?)), römischer Politiker und Feldherr des ausgehenden 1. Jahrhunderts v. Chr., Gründer der beiden Kolonien Lugdunum (Lyon) und Raurica (Basel) und führender Unterstützer des Augustus